# 马塔迪圣若昂
马塔迪圣若昂是巴西巴伊亚州的一个市镇。总面积670.38平方公里，总人口39585人，人口密度59人/平方公里。